# Tim Paterson
Tim Paterson (1956) es un ingeniero informático que escribió el sistema operativo QDOS.

## Historia
IBM comenzó a desarrollar una computadora personal que llamaría IBM PC en julio de 1980 y su primer prototipo de nombre código Acorn comenzaron a desarrollarlo en agosto. En 1981 IBM, tras fallar las negociaciones con Digital Research para la elaboración del sistema operativo (las razones son discutidas pero incluyen la tardanza de los Kildall en firmar una cláusula de confidencialidad con IBM) acordó con Microsoft que le proporcionaría un sistema operativo para su computadora.
El verdadero éxito de Bill Gates fue conseguir que el contrato con IBM le permitiese no sólo la venta del sistema operativo propio de la máquina, llamado PC-DOS, sino que además pudiese comercializar el sistema operativo para otros sistemas.
A Microsoft se le terminaba el plazo de entrega estipulado y no disponía aún del software, por lo cual Bill Gates y Paul Allen decidieron comprar los derechos (primero una licencia parcial y más tarde una licencia completa) del sistema creado por Tim Paterson y contrataron a éste (en mayo de 1981) para su adaptación al microprocesador usado en el IBM-PC, el 8088 de Intel. El resultado fue vendido como PC-DOS a IBM y más tarde comercializado como MS-DOS a los computadores clónicos que surgirían tras el éxito de IBM-PC.
Tim fue contratado por Microsoft en diversos periodos de su vida y trabajó en el desarrollo de Visual Basic. Algún tiempo después también recibió algunas acciones de la misma.
Actualmente tiene una compañía de hardware, Paterson Tech.
Es importante destacar que en el tiempo de la creación del QDOS, Tim Paterson no sabía que el principal comprador era IBM, una gran empresa que estaba creando su primer PC de 16 Bits.